# Stefan Baretzki
Stefan Baretzki (Černivci, 24 marzo 1919 – Bad Nauheim, 21 giugno 1988) è stato un militare tedesco, in servizio come guardia nel campo di concentramento di Auschwitz.
Fu arruolato nelle Waffen-SS e di stanza nel campo di concentramento di Auschwitz dal 1942 al 1945. Partecipò agli omicidi di massa in seguito alle selezioni nel campo, picchiando e uccidendo i prigionieri di propria iniziativa. Dopo la guerra, Baretzki si stabilì in Germania Occidentale. Fu l'imputato con il grado più basso tra i ventiquattro del processo di Francoforte. Il sensazionalismo dei suoi omicidi fu sfruttato dalla stampa tedesca al punto da riuscire a distogliere l'attenzione dell'opinione pubblica dai crimini sistematici del regime nazista. Il tribunale lo condannò all'ergastolo più otto anni per aver partecipato all'omicidio di oltre 8.000 persone.
Baretzki espresse il rammarico per le sue azioni, testimoniò anche contro i suoi ex superiori, morì suicida in prigione.

## Biografia

### Primi anni
Nacque a Cernăuți nel 1919 da una famiglia tedesca della Bucovina, allora parte del Regno di Romania. Baretzki ebbe solo l'istruzione elementare e non parlò mai bene il tedesco. Fu arruolato nelle SS nel 1941, dopo aver letto un annuncio in chiesa che lo incoraggiò a trasferirsi a Breslavia, all'epoca in Germania, grazie al programma Heim ins Reich, la politica di reinsediamento dei Volksdeutsche, i tedeschi etnici, nel Grande Reich germanico.
Hermann Langbein, storico austriaco e prigioniero politico di Auschwitz, notò che Baretzki nacque nella stessa città di Viktor Pestek, un'altra guardia in servizio ad Auschwitz, giustiziato dai nazisti perché aiutò a fuggire l'ebreo ceco Siegfried Lederer.

### Auschwitz
Baretzki prestò servizio come ufficiale di blocco ad Auschwitz II-Birkenau dal 1942 al 1945. Con altre guardie Volksdeutsche, dopo il lavoro, assistettero alla visione dei film di propaganda antisemita come Süss l'ebreo e Ohm Krüger: incoraggiate dai film, le guardie avrebbero picchiato i prigionieri ebrei la mattina seguente.
Baretzki dichiarò al suo processo che quando le guardie Volksdeutsche chiesero perché i prigionieri fossero stati mandati ad Auschwitz, gli fu risposto che erano tutti pericolosi criminali condannati per sabotaggio, alla domanda su come i bambini potessero essere colpevoli, fu spiegato alle guardie che erano troppo ignoranti per capire e che sarebbe stato chiaro in seguito. Fu anche detto loro che qualsiasi autorizzazione arrivata da Adolf Hitler era da considerarsi legale. Baretzki affermò di non credere a queste assicurazioni e pensò anche di nascondersi quando si recò in licenza in Romania nel 1943. Non lo fece perché temeva ripercussioni contro la sua famiglia. Secondo Rebecca Wittmann, l'ammissione di Baretzki di sapere che l'omicidio di massa degli ebrei fosse illegale suggellò la sua condanna.
Al suo processo, Baretzki descrisse come trattò i detenuti trasferiti dai sottocampi perché erano diventati troppo affamati o malati per lavorare. Non permise a nessuno di loro di registrarsi nel campo, al contrario li tenne invece in un blocco di quarantena fino alla loro morte, non permettendo loro nemmeno di entrare nelle baracche perché i prigionieri affamati avrebbero creato una gran confusione. Baretzki fu noto per praticare uno sport che chiamava "caccia al coniglio": ai prigionieri veniva ordinato di togliersi il berretto, chiunque non lo avesse fatto abbastanza rapidamente fu picchiato e colpito a colpi di arma da fuoco mentre "cercava di scappare".
In altri casi tentò di aiutare i detenuti, ad esempio portando l'acqua alle donne confinate in "Messico", una sezione particolarmente primitiva del campo priva delle strutture più elementari. Johann Schwarzhuber, SS-Obersturmführer comandante di Auschwitz II-Birkenau, vanificò questi sforzi: Schwarzhuber disse a Baretzki che non avrebbe dovuto provare compassione per i prigionieri ebrei.
Nella primavera del 1944, Viktor Pestek fu arrestato dopo essere tornato al campo e aver tentato di salvare gli altri detenuti. Baretzki affermò di aver visto altri uomini delle SS picchiare Pestek. Ryszard Henryk Kordek, un prigioniero, dichiarò al contrario che Baretzki lanciò l'allarme sul ritorno di Pestek e che fu una delle guardie ad averlo picchiato.
Durante la liquidazione del campo per le famiglie di Theresienstadt nel luglio 1944, Baretzki chiese ai suoi superiori di risparmiare la vita ai bambini imprigionati. Si tenne una selezione per i ragazzi adolescenti e alcuni furono risparmiati, ma Franz Lucas intervenne per impedire il salvataggio delle ragazze: alla domanda di motivare le sue azioni al processo, Baretzki dichiarò di aver assistito spesso a dei spettacoli teatrali nel blocco dei bambini del campo.
Dopo l'evacuazione di Auschwitz, Baretzki fu trasferito alla divisione SS "30 gennaio" e catturato dalle forze sovietiche all'inizio di maggio. Rilasciato il 17 agosto, si stabilì vicino a Coblenza e lavorò in un negozio di carbone. Nel 1953 fu brevemente incarcerato per aggressione; due anni dopo, fu multato per resistenza all'arresto. Nel 1956 fu nuovamente multato per aggressione. Non si è mai sposato.

## Processo
Il 3 marzo 1960 fu emesso un mandato d'arresto per Baretzki, e poi arrestato un mese dopo. Fu il più basso grado dei ventiquattro uomini incriminati al processo di Francoforte; i suoi avvocati difensori erano Eugen Gerhardt e Engelbert Jorschko.
Poiché gli imputati furono giudicati secondo il diritto penale ordinario, fu operata una distinzione tra gli atti di crudeltà individuali, puniti come omicidio, e la partecipazione al programma di sterminio di massa, con la sola accusa di complicità in omicidio. Come una delle guardie delle SS più brutali, Baretzki fu accusato di aver ucciso di propria iniziativa e quindi ricevette una condanna più dura di molti dei suoi superiori. Sulla stampa tedesca, le storie raccapriccianti della brutalità delle singole guardie, compresa quella di Baretzki, sono arrivate a mettere in ombra il punto focale del procuratore Fritz Bauer: ogni guardia delle SS, anche coloro che non hanno commesso personalmente atti scioccanti di sadismo, partecipò volontariamente al sistema di sterminio.
Baretzki fu riconosciuto colpevole di cinque capi di omicidio: picchiò a morte un prigioniero affamato e, il 21 giugno 1944, annegò quattro prigionieri in una cisterna d'acqua della sezione BIId. Fu anche condannato come complice dell'omicidio di massa degli ebrei in undici occasioni. Fu presente all'omicidio di almeno 3.000 persone partecipando alla liquidazione del campo di Theresienstadt nel marzo 1944. Durante cinque selezioni sulla Judenrampe, fu complice di almeno 1.000 omicidi. In cinque occasioni fu scoperto che aveva assistito nelle selezioni in cui i detenuti ormai logori vennero mandati a morte; in ciascuno di questi casi furono uccise più di 50 persone. 
Inoltre, la corte lo ritenne colpevole di altri tre reati. Questi inclusero la punizione dei prigionieri nella sezione BIId del campo che avevano tentato di comunicare con i detenuti in altre zone del campo costringendoli a eseguire degli esercizi faticosi, durante i quali sparò ad almeno cinque prigionieri. La corte non assegnò nessuna punizione aggiuntiva per questi crimini, ma le sfruttò come ulteriore prova della brutalità di Baretzki. Otto Dov Kulka e altri testimoni confermarono che Baretzki uccise altri prigionieri, ma non fu accusato di questi omicidi. Fu condannato all'ergastolo e a otto anni.
Poiché la corte lo ha descritto come un "semplice" e "il meno intelligente di tutti gli altri imputati", l'ammissione di Baretzki di sapere che l'omicidio di massa degli ebrei fosse un crimine fu utilizzata per dimostrare che gli altri imputati sapessero che le loro azioni erano criminali. Fu l'unico imputato a testimoniare contro gli altri imputati, offrendo una testimonianza schiacciante sulle condizioni del campo.
A proposito del medico delle SS Franz Lucas, che inizialmente negò di aver partecipato alle selezioni, Baretzki affermò:"Non ero cieco quando il dottor Lucas fece le selezioni sulla rampa [...] Mandò cinquemila uomini alle [camere] a gas in mezz'ora, e oggi vuole ergersi come un salvatore".
Baretzki disse che Lucas cambiò il suo comportamento durante gli ultimi mesi di guerra solo quando fu chiaro che la Germania avrebbe perso. Di conseguenza, altri testimoni si fecero avanti affermando che Lucas selezionò i detenuti per vivere o morire. Lucas alla fine ammise di averlo fatto in quattro occasioni, ma su ordine e contro la sua convinzione personale. La corte ritenne però che avesse partecipato a un omicidio.

## Nel dopoguerra
Baretzki testimoniò anche contro Kurt Knittel, che fu responsabile del dipartimento di propaganda ad Auschwitz. Quando fu licenziato dall'incarico governativo nel settore dell'istruzione, a seguito delle proteste pubbliche, Knittel citò in giudizio il governo per essere reintegrato. Chiamato come testimone, Baretzki testimoniò che Knittel aveva affermato che donne e bambini ebrei dovevano essere assassinati perché erano una razza inferiore. Secondo Baretzki, "Abbiamo imparato a uccidere dalle lezioni di Herr Knittel".
Mentre fu in prigione, aiutò Langbein nelle sue ricerche nel campo. Baretzki gli disse che sperava che Auschwitz non si sarebbe mai più ripetuto. Secondo Langbein, accettò la sua colpa e disse che scontare il carcere fosse l'unica cosa che potesse fare per i prigionieri uccisi. Baretzki affermò di aver impugnato la sentenza solo a causa delle pressioni dei suoi compagni imputati dai quali dipendeva finanziariamente per le sue spese legali. L'appello fallì, e Baretzki si suicidò nel carcere di Bad Nauheim il 21 giugno 1988.